# چوآ چینگ-وو
 چوآ چینگ-وو (انگلیسی: Chu Ching-wu؛ زاده ۱۲ فوریهٔ ۱۹۴۱) یک دانشمند اهل ایالات متحده آمریکا است.
وی همچنین برنده جوایزی همچون نشان ملی علوم شده است.